# Stuart MacBride

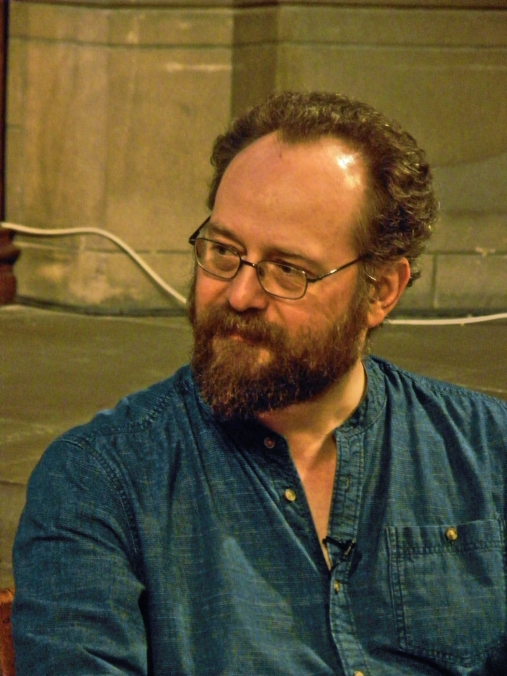
Stuart MacBride

Stuart MacBride är en skotsk författare av kriminallitteratur vars böcker utspelar sig i  "Granite City" i Aberdeen med Logan McRae som huvudperson.
MacBride föddes i Dumbarton, Skottland och växte upp i Aberdeen. Han studerade arkitektur vid Heriot Watt University i Edinburgh. 
Han bor nu i nordöstra Skottland med sin fru Fiona.